# 行星類型列表

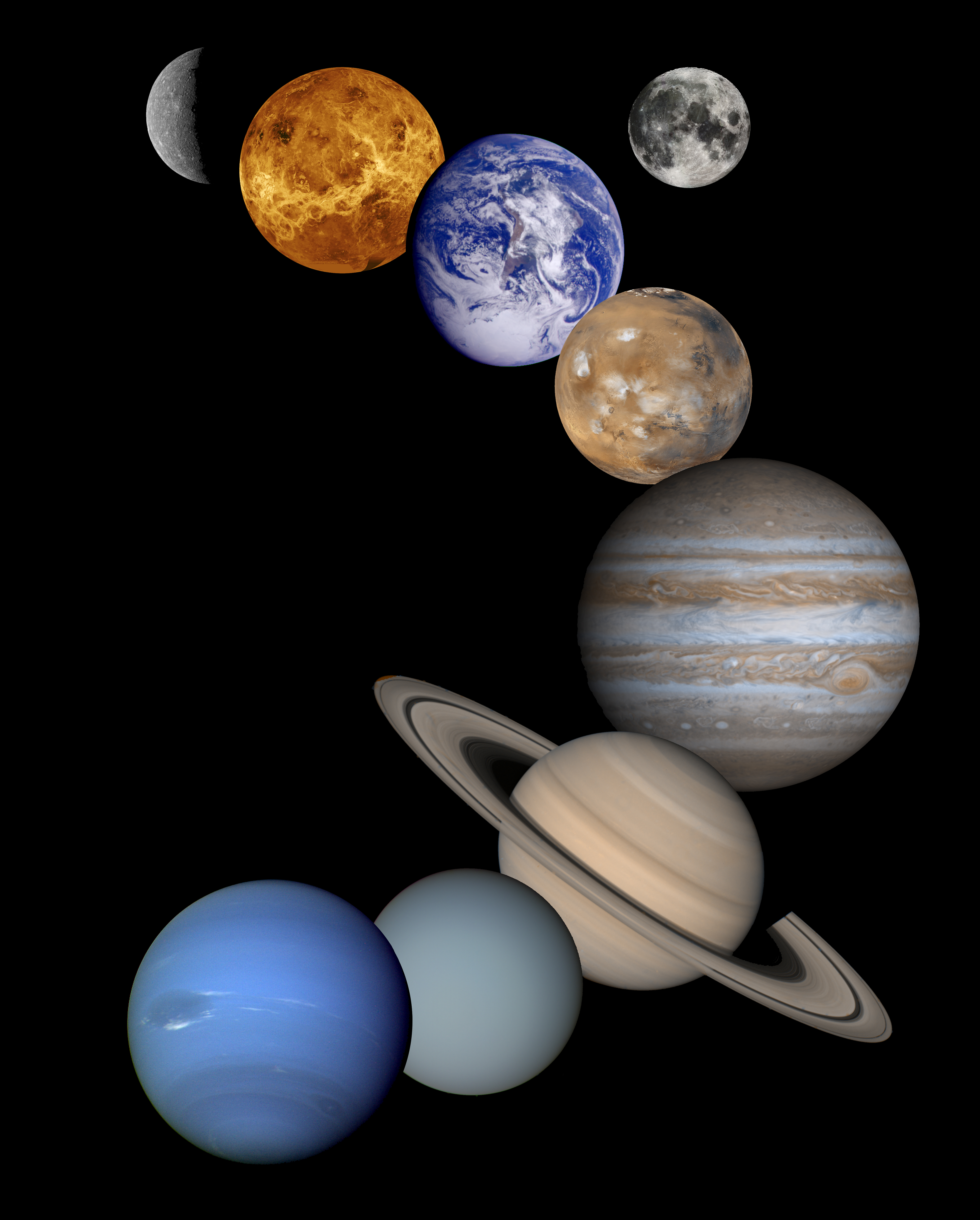
由上至下：沒有大氣層的水星、金星、地球和月球、火星、木星、土星、天王星、和海王星（大小未依比例）。

下面是表列的行星類型：

## 列表

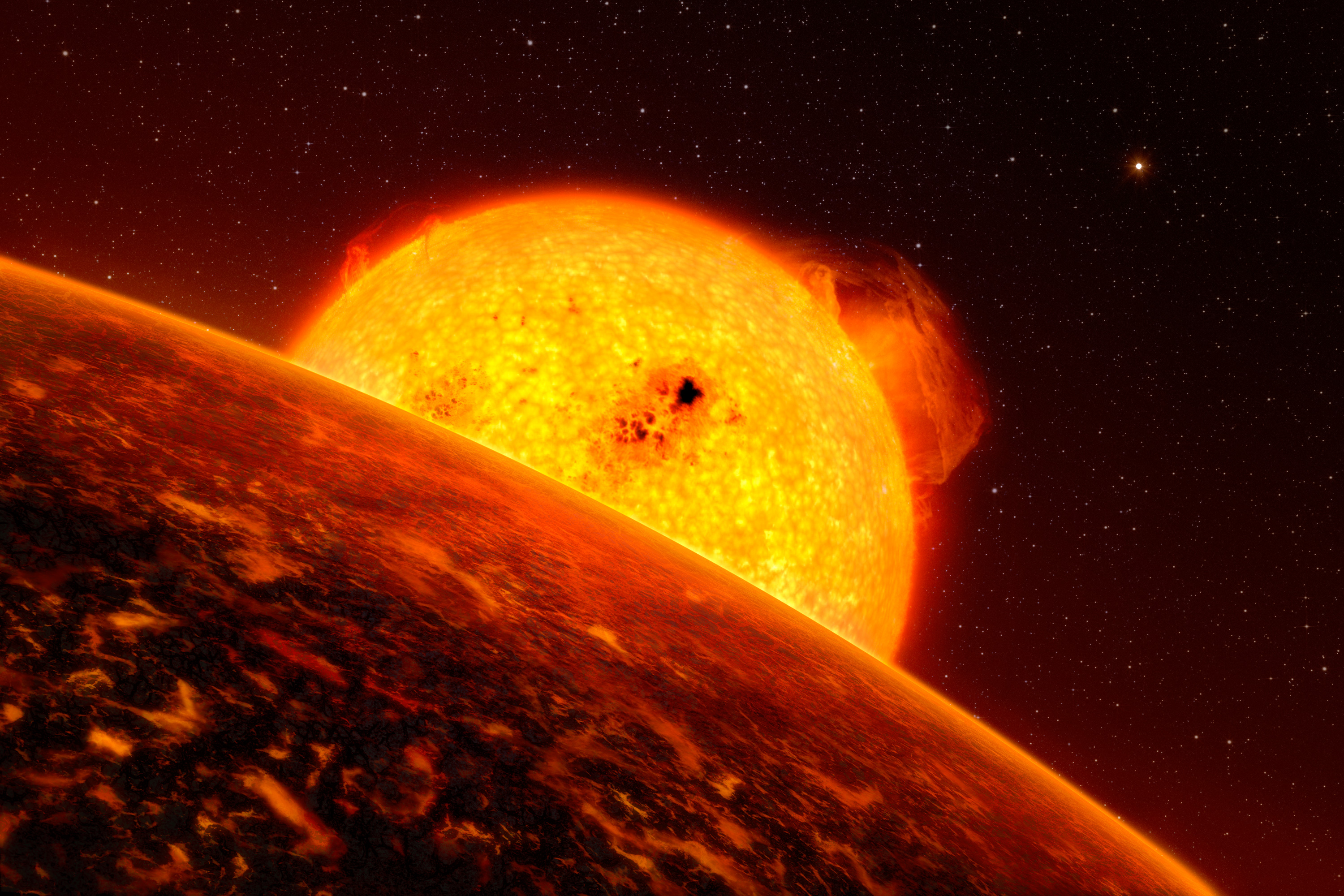
藝術家概念下的系外行星柯洛-7b，可能是顆熔岩行星。

- 聯行星
- 碳行星
- 冥府行星
- 環聯星運轉行星
- 無核行星
- 沙漠行星
- 矮行星
- 似地行星
- 離心木星
- 太陽系外行星
- 銀河系外行星
- 氣態巨行星
- 氦行星
- 熱木星 (pegasid)
- 熱海王星
- 冰巨星
- 內行星
- 鐵行星
- 熔岩行星
- 巨無霸地球
- 中介行星（以撒·艾西莫夫假設的名詞）
- 迷你海王星
- 微型行星
- 海洋行星
- 外行星
- 類冥矮行星（Plutoid）
- 原行星
- 蓬鬆行星
- 脈衝星行星
- 星際行星
- 次棕矮星
- 次恆星
- 超級地球
- 超級木星
- 類地行星
- 特洛伊行星（英语：Co-orbital configuration）

## 敘述和表

### 以質量分類
| 行星類型   | 敘述 |
| ---------- | --- |
| 巨行星     | 大質量行星。它們通常主要都由氣體（氫和氦）或冰（水、甲烷、和氨等揮發成分）組成，但也可能主要成分是岩石。而不論其成分如何，巨行星通常都有由氫和氦組成的濃厚大氣層。                                  |
| 中介行星   | 中介行星是比水星小但比穀神星大的行星。這個名詞是以撒·艾西莫夫假設的大小（線性定義或體積），中介行星的直徑大約在1000公里至5000公里之間。                                                             |
| 迷你海王星 | 迷你海王星（有時稱為氣態矮星或過渡行星），是小於天王星和海王星，但超過10地球質量的行星。這種行星有著厚重的氫-氦大氣層，深層可能有冰、岩石或液體（由水、氨、或兩者混合、或較重的揮發物組成）的海洋。 |
| 行星質量體 | 具有行星質量，因自身重力達到流體靜力平衡的天體。但其質量不足以啟動核心的核融合，使其不能成為恆星。                                                                                                  |
| Planetar   | 可以是棕矮星 －體型比行星巨大，但小於一顆恆星的天體－ 經歷形成的過程之後，通常成為行星或次棕矮星 －比棕矮星小，但又沒有環繞恆星運轉的天體。                                                         |
| 超級地球   | 質量高於地球，但又遠低於太陽系氣態巨行星，較接近冰巨星天王星（15 M🜨）和海王星（17 M🜨）的太陽系外行星。                                                                                              |
| 超級木星   | 超級木星是質量比木星更大的太陽系外行星。 |
| 次地球     | 次地球是質量遠小於地球和金星的太陽系外行星。 |

### 以軌道分類
| 行星類型              | 敘述 |
| --------------------- | --- |
| 環聯星運轉行星        | 環繞著兩顆恆星的系外行星。 |
| 雙行星 （聯行星）     | 兩顆在軌道上互繞的行星質量天體。 |
| 矮行星                | 擁有行星質量環繞著恆星的天體，但是其質量不具有壓倒性，不能控制與它有相似軌道參數的其它天體。（反義詞：主要行星） |
| 離心木星              | 以橢圓軌道環繞恆星的氣態巨行星。 |
| 系外行星              | 環繞其它的恆星、恆星殘骸、或棕矮星等，而不環繞太陽運轉的行星。 |
| 銀河系外行星          | 在銀河系之外的系外行星。 |
| 古迪洛克行星          | 古迪洛克行星是位於恆星的世居帶的行星。這個名字的來源是給孩子們的童話故事，金髮姑娘與三隻熊，其中一位小女孩從一組三項的事物中做選擇，她忽略掉過於極端的（大或小、冷或熱等），而選擇在中間的，也就是剛剛好的。                    |
| 熱木星                | 熱木星是系外行星的一種，它的特徵類似於木星，但是因為非常靠近母恆星－－距離約在0.015至0.5天文單位（2.2×106 至 74.8×106km），使得表面的溫度相當高。而木星與母恆星（太陽）的距離是5.2天文單位（780 × 106公里），造成表面溫度很低。 |
| 熱海王星              | 熱海王星是質量與天王星或海王星相似，以近距離（通常小於1天文單位）環繞其母恆星的系外行星。 |
| 內側行星              | 軌道在地球內側的行星。 |
| 內行星                | 內行星是太陽系內軌道在主小行星帶內側的行星。 |
| 主要行星              | 環繞恆星運轉的行星質量天體，可以主宰其軌道內的其它天體，並且佔有該區域中絕大部分的質量（反義詞︰矮行星）。 |
| 外行星                | 太陽系內軌道位於主小行星帶外側的行星，所指的就是氣態巨行星。 |
| 脈衝星行星            | 脈衝星行星是環繞著脈衝星，或是快速自轉的中子星，運轉的行星。 |
| 流氓行星 （星際行星） | 流氓行星是有著行星質量，但直接繞著星系運轉的行星。 |
| 外側行星              | 軌道在地球外側的行星。configuration |
| 特洛伊行星            | 曾經有發現共軌系外行星的報導，但後來又撤消了。是在靠近母恆星適居帶內的一種可能組態。 |

### 以結構分類
| 行星類型   | 敘述 |
| ---------- | --- |
| 冥府行星   | 靠近其母恆星的系外行星。預期除了氣體巨星之外，大多數冥府行星的大氣層都會被剝離，而只留下其核心。 |
| 碳行星     | 理論上，如果原行星盤富含碳而缺乏氧，就可能形成這種類型的行星。 |
| 無核行星   | 理論上歷經行星分化，但沒有鐵鎳等金屬核心的行星。它不同於地球空洞說。 |
| 沙漠行星   | 理論上只有少量水的系外類地行星。 |
| 氣態矮星   | 主要成分是氫和氦的低質量系外行星。 |
| 氣態巨行星 | 主要成分是氫和氦的大質量行星。 |
| 氦行星     | 理論上可能是低質量白矮星經由質量流失形成的行星。預測氦行星的直徑大致會和質量相同的氫氦行星相同。 |
| 冰巨星     | 冰巨星主要由比氫和氦重的揮發性物質，像是水、甲烷和氨結成冰構成，而不是氣態的巨行星。這是相對於氫和氦的氣態巨行星的一類行星。                                                                                       |
| 冰行星     | 冰行星是表面呈現冰凍狀態，有著全球冰凍圈的行星。冰行星是比太陽系的冰衛星，如木衛二、土衛二和海衛一以及矮行星的冥王星、鬩神星和許多太陽系其他冰冷的天體，更大的天體。                                               |
| 鐵行星     | 鐵行星是核心富含鐵，而沒有或只有很少地函的行星。 |
| 熔岩行星   | 熔岩行星是假設中的一種類地行星，它的表面全部或大部份都由熔融的岩漿覆蓋著。存在這種行星的一種情況是最近遭遇到巨大撞擊，或行星軌道非常接近母恆星，使其受到強烈的照射或潮汐力，而只有年輕的類地行星才可能是熔岩行星。 |
| 海洋行星   | 海洋行星也稱為水世界，是一種假設的行星，很高百分比的質量都是水，但有個固體的核心。 |
| 原行星     | 原行星是起源於原行星盤，歷經了內部的融合，並在內部產生分異化的胚胎行星。相信它們都是由數公里大小的小行星經由引力的互相吸引和碰撞而形成。                                                                           |
| 蓬鬆行星   | 大半徑、極低密度的氣態巨行星，因此稱為蓬鬆行星。由於其密度類似土星，有時也稱為"熱土星"。 |
| 矽行星     | 主要由矽酸鹽類組成的類地行星。 |
| 類地行星   | 類地行星，名稱源自地球，也稱為岩石行星，是主要由碳和矽酸鹽類與金屬組成的行星。 |

### 其它
| 行星類型            | 敘述                                                                               |
| ------------------- | ---------------------------------------------------------------------------------- |
| 地球相似體          | 環境條件與地球相似的行星。                                                         |
| Hypothetical planet | 假設行星或假設行星體是一顆行星或與行星天體，不確定是存在，但相信一定有一些存在。   |
| 古典行星            | 自古以來就知道的行星，包括太陽、月球、水星、金星、火星、木星和土星，但不包括地球。 |

## 在小說
- Planets in science fiction（英语：Planets in science fiction#Planet types）
- Star Trek planet classification（英语：Star Trek planet classification）
- Noctis中的行星類型

## 天體影像
不同類型天體的近攝影像：
| |                         |                       |                     |                         |                       |                       |
| 太阳 （恆星） | 木星 （行星）           | 土星 （行星）         | 天王星 （行星）     | 海王星 （行星）         | 地球 （行星）         | 金星 （行星）         |
| |                         |                       |                     |                         |                       |                       |
| 火星 （行星） | 伽倪墨得斯 （木卫三）   | 泰坦 （土卫六）       | 水星 （行星）       | 卡里斯托 （木卫四）     | 艾奥 （木卫一）       | 月球 （地球的衛星）   |
| |                         |                       |                     |                         |                       |                       |
| 欧罗巴 （木卫二） | 特里同 （海卫一）       | 冥王星 (柯伊伯带天体) | 泰坦妮亚 （天卫三） | 瑞亚 （土卫五）         | 奥伯伦 （天卫四）     | 伊阿佩托斯 （土卫八） |
| |                         |                       |                     |                         |                       |                       |
| 卡戎 （冥卫一） | 乌姆柏里厄尔 （天卫二） | 艾瑞尔 （天卫一）     | 狄俄涅 （土卫四）   | 忒梯斯 （土卫三）       | 穀神星 （小行星帶）   | 灶神星 （小行星帶）   |
| |                         |                       |                     |                         |                       |                       |
| 恩刻拉多斯 （土卫二） | 米兰达 （天卫五）       | 普罗透斯 （海卫八）   | 弥马斯 （土卫一）   | 许佩里翁 （土卫七）     | 福玻斯 （火卫一）     | 雅努斯 （土卫十）     |
| |                         |                       |                     |                         |                       |                       |
| 阿玛耳忒娅 （木卫五） | 厄庇墨透斯 （土卫十一） | 忒拜 （木卫十四）     | 司琴星 (小行星带)   | 普罗米修斯 （土卫十六） | 潘多拉 （土卫十七）   | 梅西尔德星 (小行星带) |
| |                         |                       |                     |                         |                       |                       |
| 许德拉 （冥卫三） | 海伦 （土卫十二）       | 倪克斯 （冥卫二）     | 艾女星 (小行星带)   | 阿特拉斯 （土卫十五）   | 忒勒斯托 （土卫十三） | 卡吕普索 （土卫十四） |
| |                         |                       |                     |                         |                       |                       |
| 福玻斯 （火卫一） | 爱神星 (近地小行星)     | 得摩斯 （火卫二）     | 加斯普拉 (小行星带) | 坦普尔1号彗星 (彗星)    | 斯坦斯 (小行星带)     | 包瑞利彗星 （彗星     |
| |                         |                       |                     |                         |                       |                       |
| 丘留莫夫- 格拉西缅科 (彗星) | 维尔特二号 （彗星）     | 墨托涅 （土卫三十二） | 哈特雷二号 （彗星） | 艾卫 (艾女星的卫星)     |                       |                       |
| “图塔蒂斯和糸川小行星无免费近距成像照片” 哈雷彗星、冥卫四“刻耳柏罗斯”、冥卫五“斯梯克斯”、包瑞利彗星、安妮·弗兰克小行星、海卫二“涅瑞伊得”和海卫七“拉里萨”等只有低分辨率天体成像照片；另见近地天体雷达图像。 |                         |                       |                     |                         |                       |                       |
| 本模板： 讨论 编辑 |                         |                       |                     |                         |                       |                       |

## 註解
1. 1 2   The terms "inferior planet" and "superior planet" were originally used in the geocentric cosmology of Claudius Ptolemy to differentiate as 'inferior' those planets (Mercury and Venus) whose epicycle remained collinear with Earth and the Sun, compared to the 'superior' planets (Mars, Jupiter, and Saturn) that did not.
2. ↑  。這4顆內行星或淚地行星都有是高密度、少量或沒有衛星，且沒有環系統。它們的主要成分是難以加工的礦物，像是矽酸鹽，組成它們的地殼和地函；還有金屬，例如鐵和鎳，構成的核心。其中三顆內行星（金星、地球和火星）有不是很大量的氣體構成的大氣層；所有內行星的表面都有地質構造的特徵，包括隕石的撞擊坑、裂谷和火山等等。不要將內行星這個名稱和內側行星混淆在一起，後者是指比地球更接近太陽的行星，即水星和金星。

## 外部連結
- Periodic Table of Exoplanets （页面存档备份，存于） at Planetary Habitability Laboratory （页面存档备份，存于）, University of Puerto Rico at Arecibo
- A Thermal Planetary Habitability Classification for Exoplanets（页面存档备份，存于）
- A Mass Classification for both Solar and Extrasolar Planets （页面存档备份，存于）
- What Kinds of Planets Are Out There? （页面存档备份，存于） at NASA
- Stern and Levison, "Regarding the criteria for planethood and proposed planetary classification schemes," Highlights of Astronomy 12 (2002) （页面存档备份，存于）
- Lineweaver, C. H. and Robles, J. A. (2006). Towards a Classification System of Terrestrial Planets （页面存档备份，存于）
- Out There: A Strange Zoo of Other Worlds （页面存档备份，存于）
- SpaceEngine Planet Classifications（页面存档备份，存于）
- A Planetary Classification Proposal （页面存档备份，存于）

Template:Exoplanets